# Gorron
Gorron is een gemeente in het Franse departement Mayenne (regio Pays de la Loire). De plaats maakt deel uit van het arrondissement Mayenne. Gorron telde op 1 januari 2022 2.475 inwoners.

## Geografie
De oppervlakte van Gorron bedroeg op 1 januari 2022 14,32 vierkante kilometer; de bevolkingsdichtheid was toen 172,8 inwoners per km².

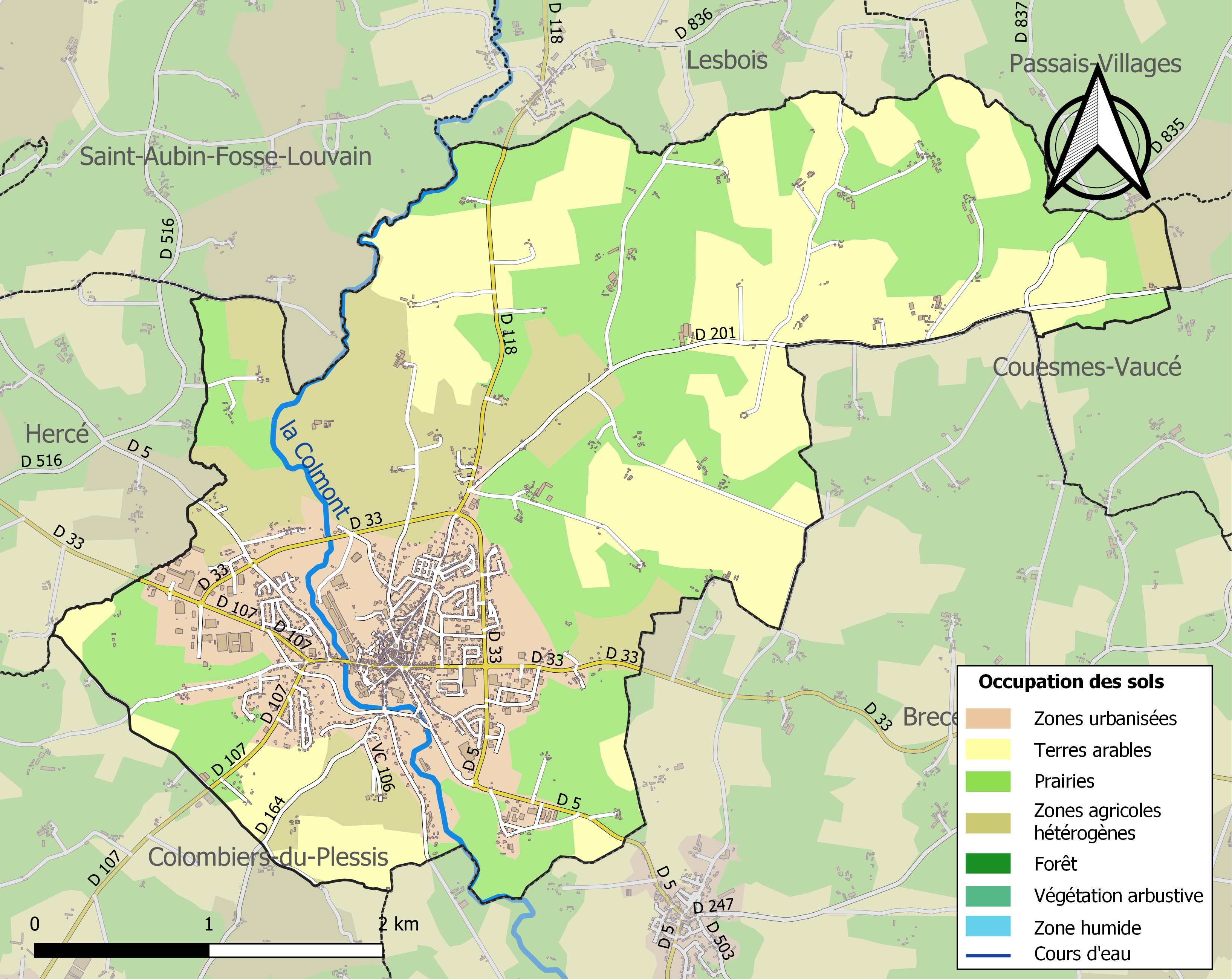
Kaart van de gemeente met de belangrijkste infrastructuur, bodemgebruik en omliggende gemeenten

## Demografie
Onderstaande figuur toont het verloop van het inwonertal (bron: INSEE-tellingen).